# サドゥー

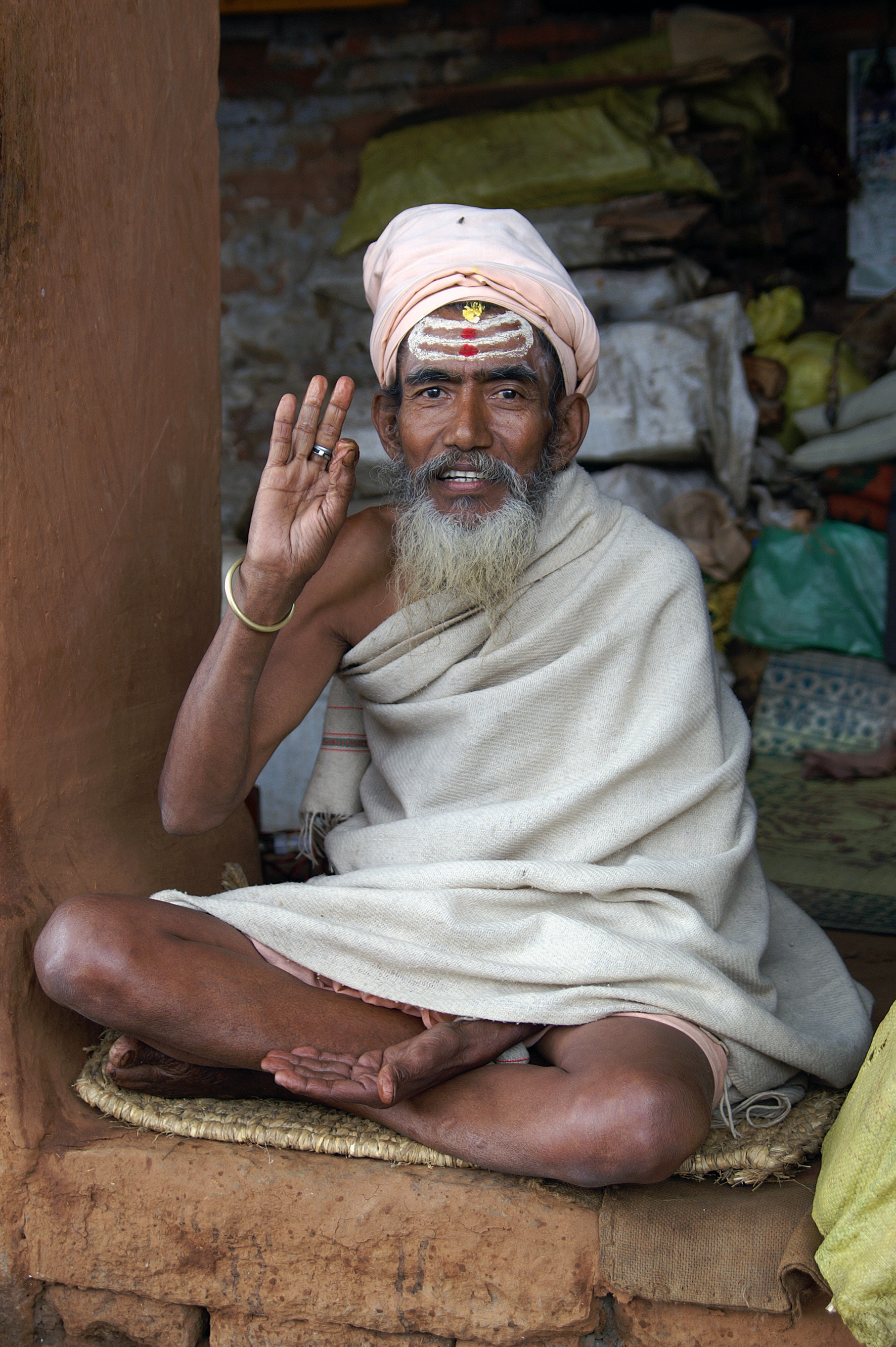
サドゥー

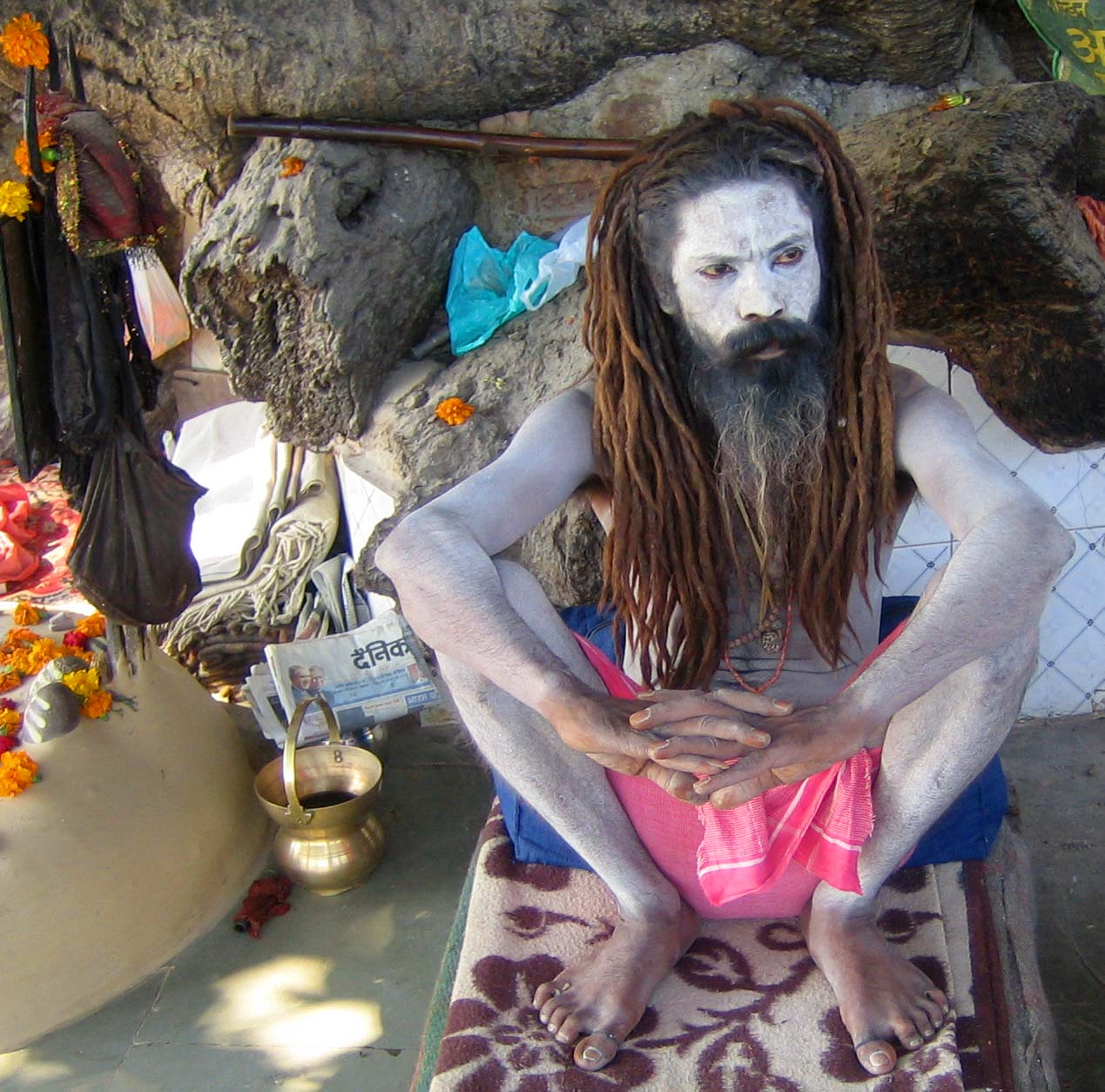
ナーガ・サドゥー

サドゥー(sadhu)とは、サンスクリット語、もしくはパーリ語で、ヒンドゥー教におけるヨーガの実践者や放浪する修行者の総称。日本語では「行者」「苦行僧」などの訳語があてられてきた。現在、インド全域とネパールに、400万人から500万人のサドゥーがいるという。

## 概要

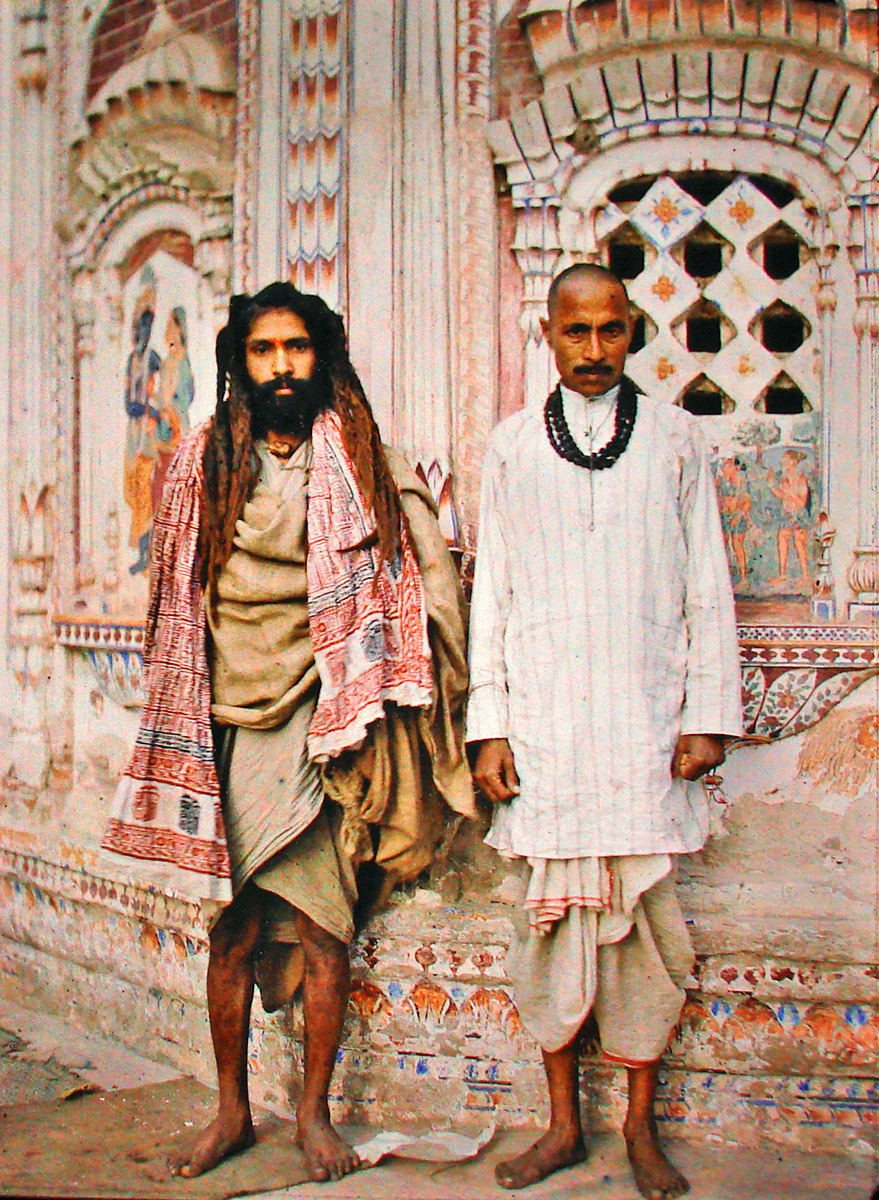
サドゥ（左）とバラモン。1914年、イギリス領インド

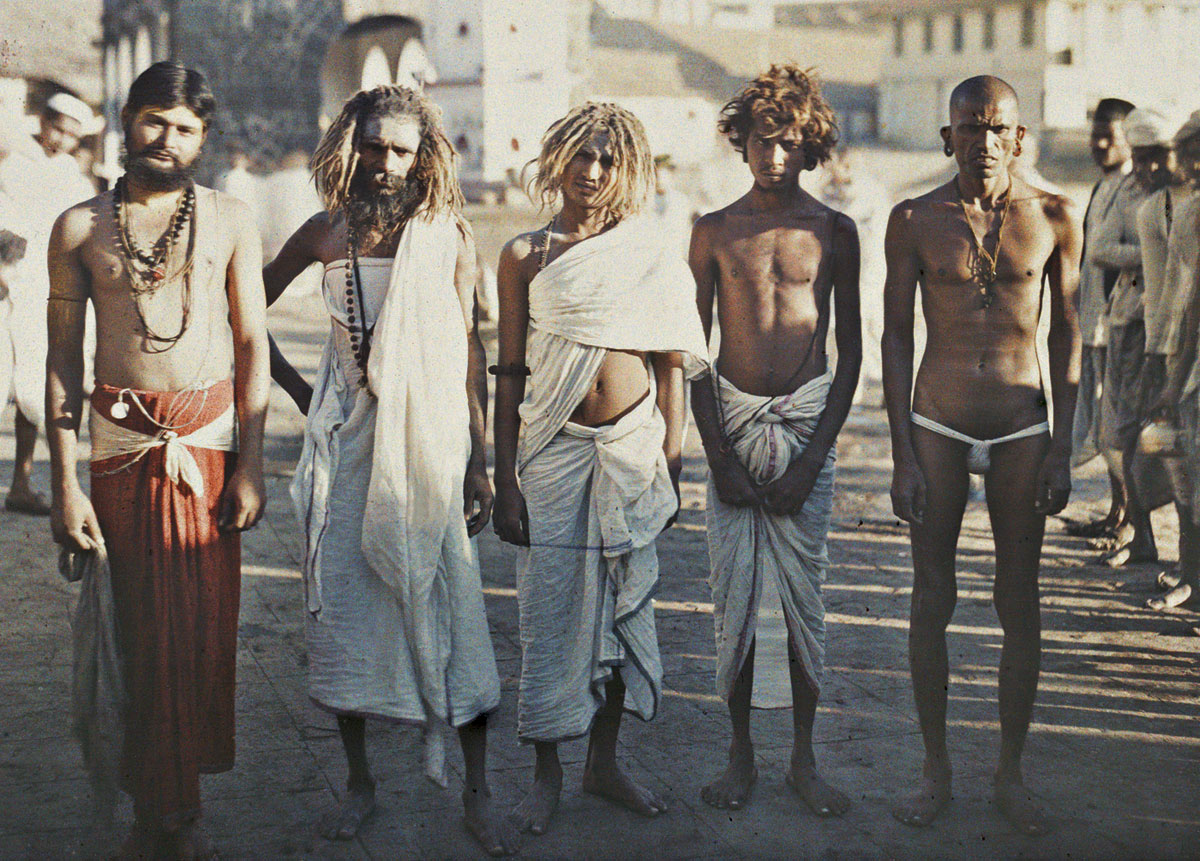
ボンベイのサドゥーたち。1913年

サドゥーはあらゆる物質的・世俗的所有を放棄し、肉体に様々な苦行を課すことや、瞑想によりヒンドゥー教における第四かつ最終的な解脱を得ることを人生の目標としている。服を着る場合は、俗世を放棄したことを示す枯葉色の衣服を身につけて数珠を首に巻く。「ナーガ」と呼ばれるサドゥーは衣服さえ放棄し、ふんどし一枚きりか、あるいは全裸で生活し、髪を剪らず髭も剃らず、聖なる灰を体に塗っている。サドゥーの名前は10種類しかない。サドゥーは入門時に俗名を捨て、10種の名前のうち一つを与えられて以後それを名乗る。
サドゥー社会には、8世紀に遡る二つの主要な宗派が存在する。第一はシヴァ神を主神とするシャイバ派、第二はヴィシュヌ神と、ラーマやクリシュナを含むその化身を奉じるヴィシュナヴァ派である。これらの他に、シャクティ神を主神とする宗派などの小宗派もあり、また大宗派も内部で教義の解釈や伝統をめぐり分派している。サドゥーが額に描いているマークは、所属する宗派を示す。
サドゥーはヒンドゥー教で、独特で重要な地位を占めている。サドゥーは苦行により人々のカルマを打ち破るとされているため、今なお呪術や魔法を信じる人が少なくないインド社会で聖者として一定の尊敬を受ける存在である。また恐れられる場合もあるが、これは彼らを冷遇した者には、呪術で報復することがあると思われているためである。一般のインド人の間では尊称である「ババ」と呼ばれる場合が多い。また敬意を示す「ジー」という接尾語がつく場合もある。
ただし、サドゥーへの崇拝は必ずしも絶対的なものではなく、特に都市部では、いかがわしげな目で見られることも多い。観光地では、修行とは関係なく、単にサドゥーの服を着て外国人観光客に有料で写真を撮らせたり、横柄に喜捨を強要することで生活している「観光サドゥー」も多い。
インドではサドゥーは法的に死亡者とみなされる。入門時に、自身の葬儀を行う者もいる。3年毎に、ガンジス河畔の4箇所の聖地のうちいずれか1つで、インドのすべての地域のサドゥーが集まる、
クンブ・メーラと呼ばれるサドゥーの大集会が開催される。クンブ・メーラは毎回数千万人が参加する、世界でも最大級の祭典である。数百万人の聖者の行進は壮観で、近年は日本からの観光ツアーも企画されている。サドゥーはクンブ・メーラに参加するため、二等列車に無料で便乗することが一般に黙認されている。

## 生活
サドゥーは決まった住所を持たず、各地のヒンドゥー寺院をはじめ、街角や河川敷、村はずれや森の中などあらゆる場所に庵を結んだり野宿したりしながら、さまざまな宗教的実践を行って毎日を過ごす。瞑想を行うものから、極端な禁欲や苦行を自らに課す者も多い。断食や、僅かなバナナだけで山中に籠もる、数十年も片手を高く挙げ続ける、何年も片足立ちを続ける、転がりながらインド大陸を横断する、柱の上で生活するなど、サドゥーの苦行には決まった形式がない。また宗教的瞑想のため、ハシシ（大麻）を吸引する習慣を持つものも少なくない。サドゥーのほとんどは民衆からの喜捨により生活の糧を得ているが、多くのサドゥーが、貧困と飢餓に苦しんでいる。サドゥーは呪術医となったり、村や街の聖者として、各種のお祓いや祈祷、結婚式で新郎新婦を祝福するなどして収入を得る場合もある。家庭内でのもめごとや、悩みごとの相談に応じるものもいる。

## なるには
サドゥーになるための手続きと儀式は宗派により異なる。 大半の宗派では、サドゥーになるためにはグル（導師）に弟子入りする必要がある。サドゥーの資格を得るまでには、導師のもとで数年間、無償で下働きに従事しなくてはならない。その後、クンブ・メーラの承認式に参加して、正規のサドゥーの資格が与えられる。志望者は10代後半か20代の若年者が多いが、早婚のインドでは既に家庭を持つものも少なくないため家族は捨てることになる。家庭内の不和や、経済的事情（つまり借金）から逃れるため、サドゥーを志望する者も少なくない。